# Евріал
Евріа́л (лат. Ευρύαλος) — троянець, друг Низа, вбитий у нічній сутичці з рутулами. Подвиги й смерть Евріала оспівав Вергілій в «Енеїді».
Евріал — син Мекістея, вправний у кулачному бою; прибув під Трою на аргоських кораблях під проводом Діомеда; у пізніших міфах — учасник походів аргонавтів та епігонів.
Евріал — син Мелана, убитий Тідеєм за те, що мав лихі наміри проти Тідеєвого батька Ойнея.